# Union des Nigériens indépendants et sympathisants
L’Union des Nigériens Indépendants et Sympathisants (UNIS)  est un parti politique du territoire français d'outre-mer du Niger. Fondé en 1948 à l'initiative du pouvoir colonial, il était 

## Historique
Le territoire d'outre-mer du Niger était représenté par un membre à l'Assemblée nationale française depuis 1946. Ce siège était occupé par Hamani Diori du Parti progressiste nigérien (PPN-RDA). En 1948, le Niger obtient un deuxième député.
Le PPN-RDA était allié au Parti communiste français et n'était donc pas considéré comme fiable dans le contexte de la guerre froide pour protéger les intérêts de la France. Jean Toby, le gouverneur français installé par le régime de Vichy et toujours en place, initie donc la fondation d'un nouveau parti qui doit remporter le deuxième siège à l'Assemblée nationale à la place du PPN-RDA. Le congrès fondateur de l'Union des Nigérians et sympathisants indépendants a lieu à Maradi en mai 1948. Les « Nigérians indépendants » sont des partisans du PPN-RDA qui croient que le Niger oriental est sous-représenté dans le parti et que le PPN-RDA est « hostile à la chefferie traditionnelle », la forme traditionnelle de gouvernement impliquée dans l'administration. Les «sympathisants» sont des citoyens de France métropolitaine et d'autres régions de l'Afrique-Occidentale française. Le premier chef de parti de l'UNIS est Georges Condat. Un autre membre fondateur est Issoufou Saïdou Djermakoye, qui vient de la maison dirigeante traditionnelle de Dosso et qui, en tant que président du Comité central, a cofondé le PPN-RDA en 1946. Le parti est fondé le 1er janvier et officiellement reconnu en juin 1948.
Georges Condat remporte l'élection du deuxième député du Niger à l'Assemblée nationale française le 27 juin 1948, en battant bat Djibo Bakary du PPN-RDA. En 1949, Ikhia Zodi quitte la PPN-RDA pour l'UNIS.
Le 17 juin 1951, lorsque les deux sièges du Niger sont remis en jeu aux élections législatives de 1951, ils vont à Condat et Ikhia Zodi de l’UNIS. Mohamadou Djibrilla Maïga, ancien sénateur français et membre du PPN-RDA, rejoint l'UNIS en 1952. Aux élections de l'Assemblée territoriale le 30 mars 1952, le parti remporte les cinquante sièges du parlement nigérien. Le 18 mai 1952, il envoie Yacouba Sido comme représentant du Niger au Sénat à Paris.
L'UNIS pro-française est la force politique dominante au Niger de 1948 à 1952. Il traverse ensuite une série de crises internes qui aboutissent finalement à sa dissolution. Georges Condat n'est pas d'accord avec le fait que l'UNIS refuse de coopérer avec le PPN-RDA, et se sépare donc de l'UNIS en 1953, créant un nouveau parti, l'Union démocratique du Niger (UDN). Ikhia Zodi, le nouveau président de l'UNIS, critique les mesures de sécurité alimentaire au Niger à l'Assemblée nationale en 1954, après quoi l'administration française fait pression sur l'UNIS pour qu'elle se distancie de ces déclarations. Des clans se forment et certains politiciens — dont Issoufou Saïdou Djermakoye et Adamou Mayaki — quittent l'UNIS pour fonder en 1955 avec Condat un nouveau parti, le Bloc d'action nigérien.
Aux élections législatives de janvier 1956, l'UNIS ne remporte aucun des deux sièges du Niger. Le reste du parti autour d'Ikhia Zodi se dissout le 24 février 1957, pour réapparaître sous le nom de Forces Démocratiques Nigériennes, section nigérienne de la Convention africaine, mais ne joue plus un rôle significatif dans la politique nigérienne.

## Littérature
- (en) The Rôle of "Traditionalist" Parties in Niger, 1948–1960, vol. 16, 1975